# Восточная провинция (Кения)
Восточная провинция (англ. Eastern Province) — одна из восьми бывших провинций Кении, расположенная в центральной части Кении. На севере её проходит государственная граница между Кенией и Эфиопией. На восток от неё лежат Северо-Восточная провинция и Прибрежная провинция. На запад — провинции Рифт-Валли, Центральная и Найроби.
Административный центр и главный город провинции — Эмбу. Площадь Восточной провинции составляет 153 404 км². Численность населения равна 5 668 123 человек (на 2009 год). Плотность населения — 36,95 чел./км².

## География
На территории Восточной провинции находится гора Кения, пустыня Хамби и восточная часть озера Туркана. В северной части провинции часты засухи.

## Население
Особенно плотно заселены южная часть провинции, где проживают бантуязычные народы кикуйю, камба, меру и эмбу. На севере же кочуют скотоводческие группы кушитоязычных оромо и сомалийцев.

## Административное деление
В административном отношении Восточная провинция делится на 8 округов:
| № | Округа              | Административный центр | Население, чел. (2009 г.) |
| - | ------------------- | ---------------------- | ------------------------- |
| 1 | Эмбу (Embu)         | Эмбу                   | 516 212                   |
| 2 | Исиоло (Isiolo)     | Исиоло                 | 143 294                   |
| 3 | Китуй (Kitui)       | Китуй                  | 1 012 709                 |
| 4 | Мачакос (Machakos)  | Мачакос                | 1 098 584                 |
| 5 | Макуени (Makueni)   | Уоте                   | 884 527                   |
| 6 | Марсабит (Marsabit) | Марсабит               | 291 166                   |
| 7 | Меру (Meru)         | Меру                   | 1 356 301                 |
| 8 | Тарака (Tharaka)    | Чука                   | 365 330                   |